# Kis, Egipt
| A39 | s | y · niwt |

| A39 | s | y · niwt |

| A38 |

| A38 |

Kis (egipčansko qjs (Qia ali Kis), starogrško starogrško Κοῦσαι, Koúsai ali  starogrško Κῶς, Kós, koptsko ⲕⲱⲥⲉⲓ ali ⲕⲟⲥⲉⲓ) je bil mesto  Gornjem Egiptu. Zdaj se imenuje El Quseyya in stoji na zahodnem bregu Nila v egiptovskiprovinci Asyut.
Na začetku vladanja tebanskega faraona Kamoza je označeval mejo med kraljestvom Hiksov (Petnajsta dinastija) na severu in Tebanskim kraljestvom (Sedemnajsta dinastija) na jugu. Bil je kultno središče boginje Hator. Imel je tudi nekropolo Meir, kjer so v Srednjem kraljestvu pokopavali lokalne aristokrate.
V 5. stoletju je bila v mestu nastanjena rimska II. legija Flavia Constantia.